# Stenygra apicalis
Stenygra apicalis là một loài bọ cánh cứng trong họ Cerambycidae.